# 마검의 심판자
마검의 심판자(Blind Fury)는 미국에서 제작된 필립 노이스 감독의 1989년 액션, 범죄, 스릴러 영화이다. 룻거 하우어 등이 주연으로 출연하였고 다니엘 그로드닉 등이 제작에 참여하였다.

## 출연

### 주연
- 룻거 하우어
- 테리 오퀸
- 브랜던 콜

### 조연
- 노블 윌링햄
- 리사 블런트
- 닉 카사베츠
- 릭 오버튼
- 랜들 텍스 코브

## 제작진
- 미술: 피터 멀톤
- 의상: 캐서린 도버